# 미모사속
미모사속은 콩과의 식물군으로, 400여종의 식물이 여기에 속한다.